# LIG Nex1
LIG Nex1 Co., Ltd. (en coréen : 엘아이지넥스원 주식회사), anciennement connu sous le nom de NEX1 Future et LG Innotek) est un fabricant aérospatial et une société de défense sud-coréenne. 
LIG Nex1 se classait en 2023 au 52e rang mondial pour la production d'armement.

## Historique
Elle a été créée en 1976 sous le nom de Goldstar Precision. LIG Nex1 appartenait auparavant à LIG Holdings Company, elle-même détenue par le groupe LIG. En 2013, un consortium dirigé par la société de capital-investissement sud-coréenne STIC Investments a acquis une participation de 49% dans LIG Nex1 pour 420 milliards de wons coréens.
Elle développe et produit une large gamme de systèmes électroniques de précision avancés, notamment des missiles, des systèmes d'armes sous-marins, des radars, la guerre électronique, l’avionique, des systèmes de communication tactique, des systèmes de conduite de tir, des systèmes de combat naval et de l’électro-optique. C’est l’un des principaux fournisseurs de systèmes d’armes pour les forces armées de la république de Corée, ainsi qu’un exportateur international de systèmes d’armes.

## Produits

### Missiles
- Chiron
- SSM-700K C-Star
- KM-SAM
- K-SAAM
- AT-1K Raybolt

### Torpilles
- Hong Sang Eo (Red Shark)
- Torpille K745 Blue Shark
- Torpille K731 White Shark
- Torpille Tiger Shark